# Kim Tae-yun
Kim Tae-yun (* 28. September 1994 in Seoul) ist ein südkoreanischer Eisschnellläufer.

## Werdegang
Kim startete zu Beginn der Saison 2013/14 in Calgary erstmals im Weltcup und belegte dabei jeweils in der B-Gruppe die Plätze 20 und 19 über 500 m und den 16. Rang über 1000 m. Im Januar 2014 kam er bei der Sprintweltmeisterschaft in Nagano auf den 12. Platz. Bei den Olympischen Winterspielen 2014 in Sotschi errang er den 30. Platz über 1000 m. In der Saison 2015/16 wurde er bei den Einzelstreckenweltmeisterschaften 2016 in Kolomna Neunter über 1000 m und Sechster im 2 × 500-m-Lauf und bei der Sprintweltmeisterschaft 2016 in Seoul Fünfter. Außerdem siegte er bei den südkoreanischen Meisterschaften 2016 über 1000 m und im Sprint-Mehrkampf. Zu Beginn der Saison 2016/17 erreichte er in Harbin mit dem dritten Platz über 500 m seine erste Podestplatzierung im Weltcup. Im Februar 2017 lief er bei den Einzelstreckenweltmeisterschaften in Gangwon auf den 20. Platz über 500 m und auf den 13. Rang über 1000 m und bei der Sprintweltmeisterschaft in Calgary auf den 14. Platz. Zu Beginn der Saison 2017/18 wurde er in Seoul südkoreanischer Meister über 1000 m. Beim Saisonhöhepunkt, den Olympischen Winterspielen 2018 in Pyeongchang, holte er überraschend die Bronzemedaille über 1000 m.

## Persönliche Bestzeiten
- 500 m      34,49 s (aufgestellt am 9. Dezember 2017 in Salt Lake City)
- 1000 m    1:08,08 min (aufgestellt am 10. Dezember 2017 in Salt Lake City)
- 1500 m    1:51,51 min (aufgestellt am 8. Dezember 2012 in Inzell)
- 3000 m    4:11,38 min (aufgestellt am 28. Dezember 2011 in Seoul)
- 5000 m    7:19,63 min (aufgestellt am 9. Februar 2012 in Seoul)

## Teilnahmen an Weltmeisterschaften und Olympischen Winterspielen

### Olympische Spiele
- 2014 Sotschi: 30. Platz 1000 m
- 2018 Pyeongchang: 3. Platz 1000 m

### Einzelstrecken-Weltmeisterschaften
- 2016 Kolomna: 6. Platz 2 × 500 m, 9. Platz 1000 m
- 2017 Gangwon: 13. Platz 1000 m, 20. Platz 500 m
- 2019 Inzell: 2. Platz Teamsprint, 19. Platz 1000 m, 20. Platz 500 m

### Sprint-Weltmeisterschaften
- 2014 Nagano: 12. Platz Sprint-Mehrkampf
- 2016 Seoul: 5. Platz Sprint-Mehrkampf
- 2017 Calgary: 14. Platz Sprint-Mehrkampf